# Ayacuchoborststjärt
Ayacuchoborststjärt (Asthenes ayacuchensis) är en fågel i familjen ugnfåglar inom ordningen tättingar.

## Utbredning och systematik
Fågeln förekommer i Anderna i södra Peru (Ayacucho). Tidigare behandlades den som underart till vilcabambaborststjärt (Asthenes vilcabambae) och vissa gör det fortfarande.

## Status
IUCN kategoriserar den som livskraftig.